# مجوورشیه
مجوورشیه (به صربی: Međuvršje) یک منطقهٔ مسکونی در صربستان است که در چاچاک واقع شده‌است. مجوورشیه ۵٫۶۰ کیلومتر مربع مساحت و ۹۶ نفر جمعیت دارد و ۳۲۰ متر بالاتر از سطح دریا واقع شده‌است.